# Ivö (småort)
Ivö (gammal stavning Ifö) är en småort i Kristianstads kommun och kyrkby i Ivö socken i Skåne, belägen på Ivö som i sin tur ligger i Ivösjön.
I Ivö ligger Ivö kyrka. Orten är känd för WC-stolar och annat sanitetsporslin från Ifö Sanitär, i Bromölla. Porslinet gjordes till en början av lokal kaolin-lera bruten i dagbrott på Ivö.

## Befolkningsutveckling
| Befolkningsutvecklingen i Ivö 2005–2015 | Befolkningsutvecklingen i Ivö 2005–2015 | Befolkningsutvecklingen i Ivö 2005–2015 | Befolkningsutvecklingen i Ivö 2005–2015 | Befolkningsutvecklingen i Ivö 2005–2015 |
| --------------------------------------- | --------------------------------------- | --------------------------------------- | --------------------------------------- | --------------------------------------- |
|                                         |                                         |                                         |                                         |                                         |
| År                                      |                                         |                                         | Folkmängd                               | Areal (ha)                              |
| 2005                                    | 2005                                    |                                         | 62                                      | 32#                                     |
| 2010                                    | 2010                                    |                                         | 89                                      | 34#                                     |
| 2015                                    | 2015                                    |                                         | 81                                      | 54#                                     |
| Anm.: Ny småort 2005. # Som småort.     |                                         |                                         |                                         |                                         |